# شيوري ياماو
شيوري ياماو ((باليابانية: 山尾 志桜里، بالروماجي: Yamao Shiori)، المزدادة في 24 يوليو 1974) هي سياسية يابانية وعضوة مجلس النواب الياباني ممثلة لبلدة تابعة لمدينة ناغويا، كما أنها عضوة ضمن حزب الدستور الديمقراطي الياباني وقد كانت رئيسة الحزب الديمقراطي الياباني (2016) بين سنتي 2016 و 2017، وعضوة ليبرالية في الحزب الديمقراطي الياباني بين سنوات 2009 و 2016. انتخبت شيوري لعضوية مجلس النواب 3 مرات، وعُرِفت بانتقادها الواضح لرئيس وزراء اليابان شينزو آبي. ياماو تعارض أيضا الشراكة العابرة للمحيط الهادئ معتبرة أن الشراكة لا تحمي مصالح اليابان الوطنية.

## الحياة السياسية

### ادعائات الاستقالة
أعقاب مزاعم عن علاقة جنسية خارج نطاق الزواج مع "ريناتو كوراموشي" نشرتها صحيفة "Bungeishunjū"، استقالت شيوري من الحزب وأنكرت وجود أية علاقة حيث اعتبرت التقرير ادعائات كاذبة، فيما تم النظر في استقالتها بأنها محاولة للسيطرة على الأضرار التي من الممكن أن يقع فيها الحزب خاصة وأنه كان يدعمها خلال أزمتها.

### ما بعد انتخابات 2017
بعد الانتخابات العامة اليابانية 2017، قدمت شيوري طلبا للانضمام إلى الحزب الديمقراطي الياباني، لكن الحزب لم يمنحها العضوية على الفور ولكن سمح لها بأن تكون عضوة مستقلة خلال جلسات مجلس النواب، فيما ووفق على طلب عضويتها رسميا في 26 ديسمبر 2017.